# Une petite femme
 (novembre 2019).
Si vous disposez d'ouvrages ou d'articles de référence ou si vous connaissez des sites web de qualité traitant du thème abordé ici, merci de compléter l'article en donnant les références utiles à sa vérifiabilité et en les liant à la section « Notes et références ».
Ne doit pas être confondu avec Une petite femme (Kafka).
Une petite femme est une nouvelle de Romain Gary publiée le 24 mai 1935 dans Gringoire ; c'est le deuxième texte de l'auteur publié dans l'hebdomadaire.

## Résumé
En Indochine, le jeune ingénieur Lacombe entreprend la construction d'une route dans la forêt d'Annam à travers la brousse avec son équipe et les indigènes. Sa femme Simone vient de France pour rester avec lui.
« Oui, Monsieur. C’était une toute petite femme. Blonde, frêle, maquillée, elle se promenait dans la brousse en fumant des cigarettes américaines et, au début, nul au monde ne l’aurait empêchée de changer de robe deux fois par jour. »